# Каримов, Абдухалик Каримович
Абдухали́к Кари́мович Кари́мов (узб. Abduholiq Karimov; 20 мая 1923, Джизак, Туркестанская АССР, РСФСР, СССР — 23 марта 1994, Ташкент, Узбекистан) — советский партийный и государственный деятель, депутат Совета Национальностей от Денауского избирательного округа № 112 Узбекской ССР. Герой Социалистического Труда.

## Биография
Родился в 1923 в городе Джизак Туркестанскоц АССР (по другим данным родился в кишлаке Гадой (Гулистон) недалеко от района Галлаорол). По национальности узбек. Член ВКП(б) с 1946.
Окончил Самаркандский сельскохозяйственный институт.
С 1941 года учитель. В 1942-1946 годах служил в Советской Армии. Участник Великой Отечественной войны. С 1946 года учитель, первый секретарь райкома комсомола, председатель райисполкома. С 1954 года первый секретарь райкома партии, директор областного треста совхозов, начальник районного производственного управления сельского хозяйства. С 1965 года первый секретарь райкома партии. С 1967 года первый заместитель Министра сельского хозяйства Узбекской ССР. С 1968 года секретарь Самаркандского обкома партии. С 1977 года первый секретарь Сурхандарьинского обкома Компартии Узбекистана. С августа 1985 года на пенсии.
Член комиссии по здравоохранению и социальному обеспечению Совета Национальностей.
Избирался депутатом Совета Национальностей Верховного Совета СССР 10-11 созывов (1979-1989) от Узбекской ССР.
В 1985 году арестован, проходил одним из фигурантов по так называемому «хлопковому делу». Осужден, в декабре 1991 года амнистирован.
Скончался 23 марта 1994 в Ташкенте.

## Семья
В 1946 после возвращения с фронта женился на дочери Мусурмонкула — Саломат. Редким воспитательным талантом обладает Саломат Каримова. Приветливая, ровная, всегда аккуратная, организованная, бережливая и скромная. В доме Каримовых всегда царили согласие и любовь. Абдухалик Каримов был образцовым семьянином, горячо любящим мужем  и отцом. В семье было пятеро детей: Бурхон, Дилбар, Гулнора, Абдукодир, Абдулла. Родители старались дать им разностороннее образование, воспитывали их честным, трудолюбивым.

## Награды
- Герой Социалистического Труда (05.03.1982)
- 3 ордена Ленина (11.01.1957; 25.12.1976; 05.03.1982)
- орден Октябрьской Революции (04.03.1980)
- орден Отечественной войны II степени (11.03.1985)
- 3 ордена Трудового Красного Знамени (01.03.1965; 27.08.1971; 10.12.1973)
- медали